# Феледи, Дьюла
Дьюла Феледи (венг. Feledy Gyula); 13 мая 1928, Шайосентпетер — 3 июля 2010, Мишкольц) — венгерский художник-график. Лауреат государственной премии Кошута (1978). Почётный гражданин Мишкольца (1984) и Шайосентпетера (2000). Заслуженный артист (художник) Венгрии (1976). Выдающийся артист (художник) Венгрии (1989).

## Биография
Родился в шахтёрской семье. После ранней смерти отца, Феледи и его старший брат были вынуждены также работать на шахте.
Начинал учиться в Академии изящных искусств им. Д. Дерковича, которая по политическим мотивам, была в 1946 году закрыта властями. Продолжил учёбу за рубежом в Польше.
В 1949—1953 годах обучался в Краковской академии искусств. Изучал технику французских художников XVIII—XIX веков. После завершения учёбы добился большого успеха на родине и за рубежом, с конца 1950-х годов стал одним из лидеров нового поколения графических дизайнеров Восточной Европы.
В 1958 году был избран председателем Ассоциации венгерских художников изобразительного и прикладного искусства.
В 1955 году переехал в Мишкольц, где и умер в 2010 году.

## Творчество
Занимался графикой, созданием портретов исторических личностей и др. После начального периода творчества, посвящённого строгому классическому стилю, его работы становились все более абстрактными.
После падения Берлинской стены появилось больше работ Д. Феледи, явно ориентированных на реализм. В ряде его работ заметно влияние Пикассо, но Феледи нашёл свой путь в живописи в реализации христианского и венгерского материала.
Также художник занимался иллюстрированием книг.

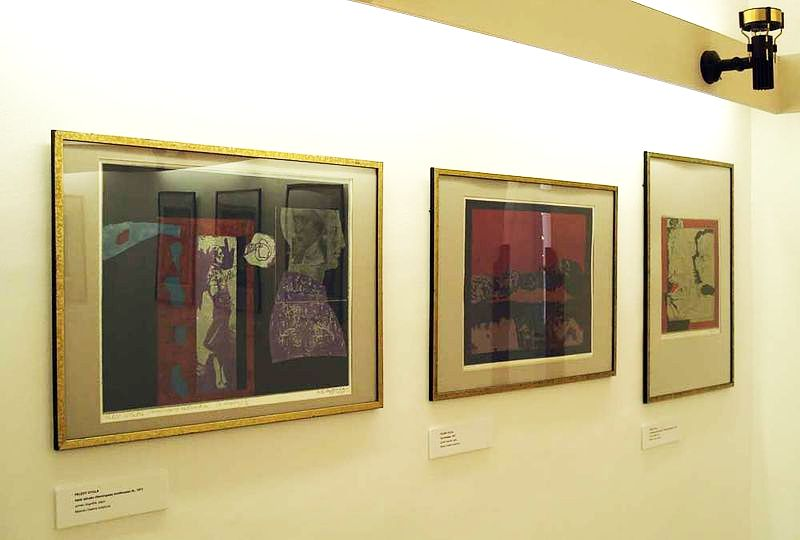
Выставка картин Д. Феледи

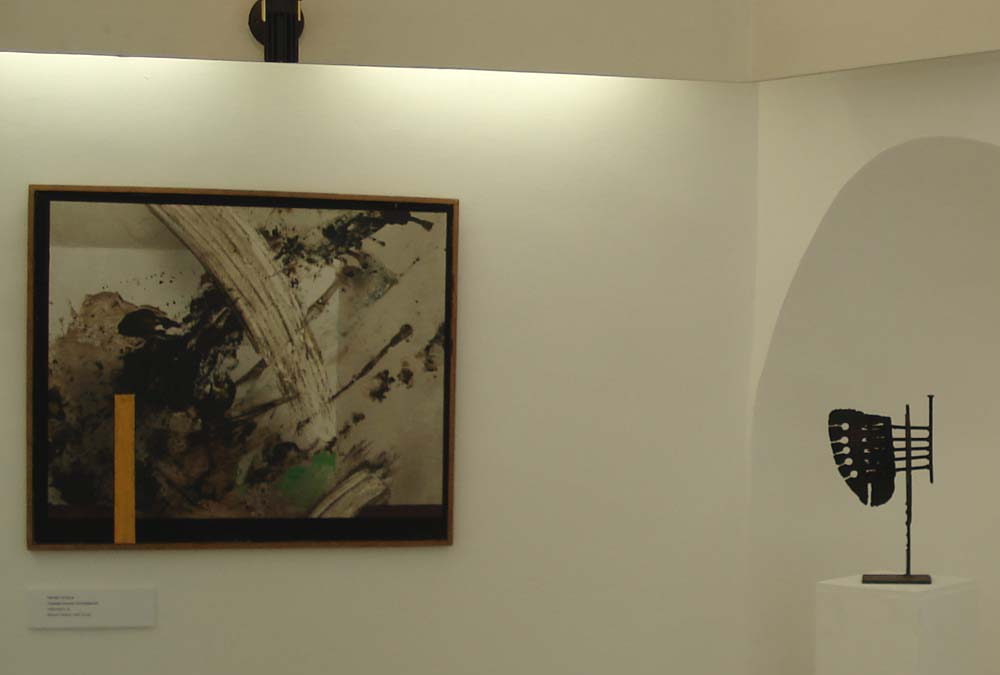
Картина Д. Феледи

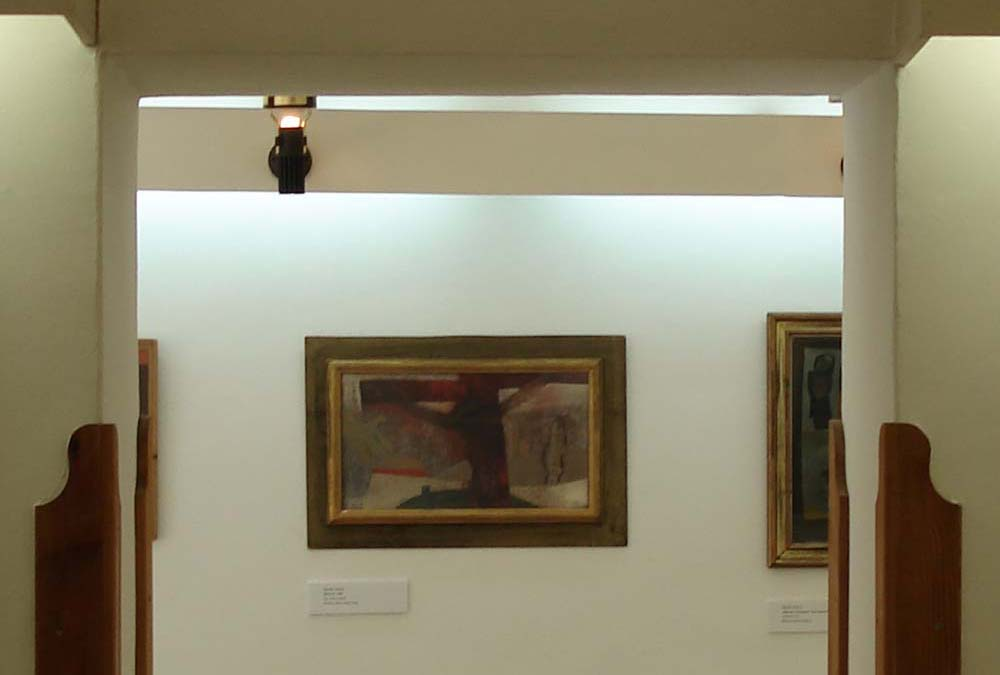
Картина Д. Феледи

Первую персональную выставку провёл в Кракове в 1952 году. Участник ряда международных выставок (Осло (Норвегия), Лугано (Швейцария), Любляна (Югославия), Прага (Чехословакия), Токио (Япония), Сан-Паулу (Бразилия), Рим и Турин (Италия), Берлин (ГДР), Тампере (Финляндия) и др.).
В 2009 году выставлялся в Германии.

## Награды и отличия
- 1994 — Орден Заслуг (Венгрия).
- 1978 — Премия имени Кошута.
- 1952 — Премия культуры во время летних Олимпийских игр в Хельсинки.
- 1958 — стипендию им. Д. Дерковича Министерства культуры Венгрии.
- 1960, 1966 — Премия им. Михая Мункачи.
- 1965 — Премия 3-й Национальной биеннале графики (Мишкольц).
- 1984 — Почётный гражданин Мишкольца.
- 2000 — Почётный гражданин Шайосентпетера.